# Dicranomyia scutellumnigrum
Dicranomyia scutellumnigrum är en tvåvingeart som beskrevs av Alexander 1920. Dicranomyia scutellumnigrum ingår i släktet Dicranomyia och familjen småharkrankar.
Artens utbredningsområde är Nigeria. Inga underarter finns listade i Catalogue of Life.